# Mercedes-Benz C11
La Mercedes-Benz C11 è uno Sport Prototipo da competizione realizzato in base alle norme FIA categoria Gruppo C, venne schierato dalla omonima casa automobilistica tedesca tramite la scuderia elvetica Sauber nel Campionato Mondiale Sport Prototipi 1990 e 1991.

## Contesto
Costruita dalla Sauber nel 1990 secondo i regolamenti FIA della categoria Gruppo C di classe 1, va a sostituire la C9, per la prima volta la macchina viene identificata col nome Mercedes-Benz al posto del consueto Sauber usato in precedenza.
La vettura venne ribattezzata C11 saltando la normale numerazione, questo è dovuto alla difficile pronuncia che avrebbe la sigla "C10" in lingua tedesca, infatti "C" e "10" si pronunciano quasi allo stesso modo. Questo prototipo è stato costruito in soli 6 esemplari. Si tratta dell'ultima evoluzione della serie di prototipi Mercedes con motore V8 turbo, verrà poi sostituita dalla nuova C291 di classe Sport 3,5 litri con motore V12 boxer atmosferico.

## Tecnica

### Motore
La vettura è mossa da un motore V8 Mercedes-Benz M119 di 4.973 cm³, l'angolo formato dalle bancate dei cilindri è di 90°, il monoblocco e le testate sono realizzate in lega d'alluminio, la distribuzione è a 4 valvole per cilindro, il sistema di alimentazione è dotato di un impianto di iniezione elettronica fornito dalla Bosch, è sovralimentato per mezzo di 2 turbocompressori KKK, è in grado di sviluppare oltre 730 CV a 7.000 giri/min (ma può arrivare a 950 CV in qualifica o in caso di necessità tramite un overboost regolabile), la coppia motrice raggiunge un valore di 820 Nm disponibili a soli 3.500 giri/min.

### Telaio
Questo propulsore è montato in posizione centrale posteriore, su un telaio di nuova concezione: la monoscocca in alluminio dei precedenti modelli viene sostituita da una nuova e più rigida in fibra di carbonio, la carrozzeria è in kevlar e fibra di carbonio, la trasmissione della potenza è affidata ad un cambio manuale a 5 rapporti e la trazione è posteriore, il peso totale del corpo vettura è di circa 900 kg. Le sospensioni presentano uno schema a triangoli sovrapposti con ammortizzatori di tipo push rod.

### Aerodinamica
La vettura è dotata di un fondo scocca con condotti Venturi, che consentono di sviluppare un importante effetto suolo. Rispetto alla precedente Sauber C9, questo prototipo ha linee più fluide e snelle, nel complesso è stato oggetto di affinamenti a livello aerodinamico, che hanno permesso di migliorare la penetrazione aerodinamica e il carico aerodinamico, quest'ultimo raggiunge un valore di 2.666 kg (5.879 libbre) ad una velocità di 320 km/h.

## Risultati sportivi
La Mercedes C11 viene utilizzata nel 1990 al debutto a Suzuka  inizialmente solo in qualifica mentre per la gara si fa ancora affidamento sulla collaudata C9, poi già dalla seconda prova di campionato a Monza la vettura vince e vincerà anche tutte le gare di campionato lasciando solo una vittoria alla Jaguar, chiudendo con 8 vittorie su 9 gare. Nonostante la schiacciante vittoria colta l'anno prima, la squadra non partecipa alla 24 Ore di Le Mans 1990, in quanto la corsa francese non è inserita nel calendario del Campionato Mondiale Sport Prototipi. A fine stagione la C11 conquista il titolo mondiale costruttori ed i suoi piloti Mauro Baldi e Jean-Louis Schlesser si laureano campioni del mondo.
Nel campionato del mondo 1991, la nuova vettura della Mercedes progettata in base al regolamento Sport 3,5 litri, la C291, soffre ancora di problemi di affidabilità, per cui viene utilizzata per gran parte della stagione ancora la C11, che tuttavia non riesce ad arginare lo strapotere della nuova Jaguar XJR-14.

### 24 Ore di Le Mans

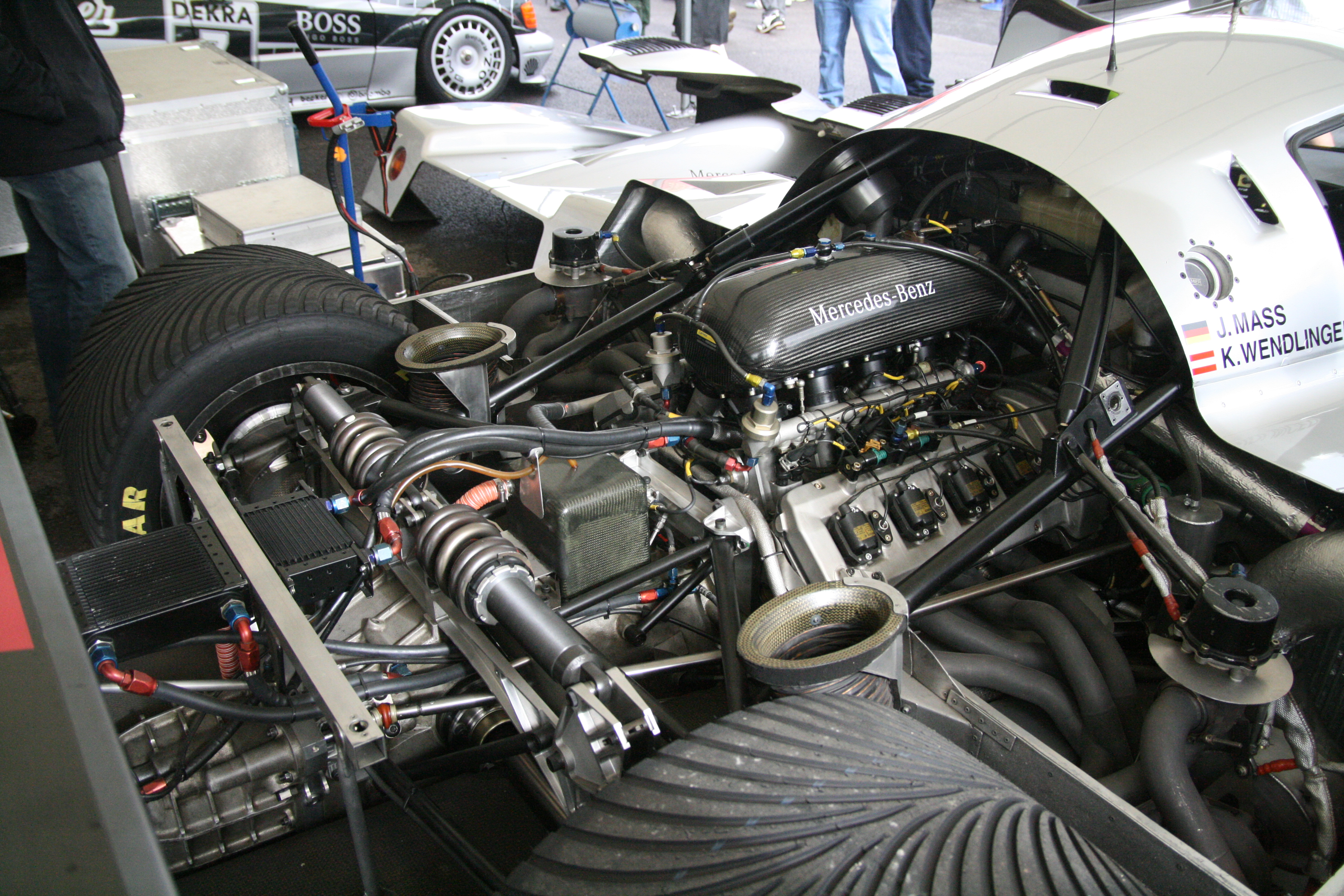
Il vano motore della C11

La 24 Ore di Le Mans 1991 torna a far parte del mondiale prototipi e la Mercede-Benz schiera tre vetture, le C11 partono come favorite, staccano ottimi tempi in prova e in gara dopo l'uscita di scena delle ancora fragili Peugeot 905 sembrano destinate a vincere. Sulle frecce d'argento, però, si verificano alcuni banali inconvenienti tecnici: il supporto dell'alternatore si rompe e ciò porta alla rottura dei motori durante la gara e l'unica C11 superstite, con alla guida l'allora ventiduenne Michael Schumacher, si classifica quinta assoluta dopo aver accusato problemi al cambio. Magra consolazione il giro più veloce in gara stabilito proprio da Schumacher.